# Colorado Rapids
Colorado Rapids är ett fotbollslag i Denver i USA:s högstaliga MLS. Rapids har spelat i MLS sedan 1996, och var en av de tio klubbar som var med första året. Tränare första säsongen var gamle Malmö FF-tränaren Bob Houghton, men han fick sparken med en match kvar på säsongen. Största framgången kom när man blev MLS Cup-segrare 2010, tidigare största framgång var en finalplats i MLS Cup 1997, då man förlorade mot D.C. United. Laget spelar sina hemmamatcher på Dick's Sporting Goods Park från 2007.

## Truppen
Uppdaterad trupp: 2022-02-20
| Nr | Land      | Pos | Namn                             |
| -- | --------- | --- | -------------------------------- |
| 1  | USA       | MV  | Clint Irwin                      |
| 2  | USA       | F   | Keegan Rosenberry                |
| 3  | USA       | F   | Drew Moor                        |
| 4  | Skottland | F   | Danny Wilson                     |
| 5  | USA       | F   | Auston Trusty (lån från Arsenal) |
| 6  | Ghana     | F   | Lalas Abubakar                   |
| 7  | USA       | MF  | Jonathan Lewis                   |
| 9  | Brasilien | A   | Andre Shinyashiki                |
| 11 | Chile     | A   | Diego Rubio                      |
| 12 | Colombia  | A   | Michael Barrios                  |
| 14 | Kanada    | MF  | Mark-Anthony Kaye                |
| 16 | Kenya     | MF  | Philip Mayaka                    |
| 19 | England   | MF  | Jack Price (Lagkapten)           |
| 22 | USA       | MV  | William Yarbrough                |
| 27 | USA       | F   | Sebastian Anderson               |
| 28 | USA       | MV  | Abraham Rodriguez                |

| Nr | Land        | Pos | Namn                               |
| -- | ----------- | --- | ---------------------------------- |
| 29 | USA         | A   | Matt Hundley                       |
| 30 | USA         | MF  | Oliver Larraz                      |
| 32 | USA         | MF  | Collen Warner                      |
| 33 | Iran        | F   | Steven Beitashour                  |
| 34 | USA         | F   | Michael Edwards                    |
| 37 | USA         | A   | Dantouma Toure                     |
| 47 | USA         | F   | Aboubacar Keita                    |
| 52 | Argentina   | MF  | Braian Galván                      |
| 66 | Brasilien   | F   | Lucas Esteves (lån från Palmeiras) |
| 77 | USA         | MF  | Darren Yapi                        |
| -  | USA         | F   | Anthony Markanich                  |
| -  | Honduras    | MF  | Bryan Acosta                       |
| -  | Brasilien   | MF  | Max Alves                          |
| -  | Kanada      | MF  | Mohamed Omar                       |
| -  | Uruguay     | MF  | Nicolás Mezquida                   |
| -  | El Salvador | A   | Roberto Molina                     |

### Utlånade spelare
| Nr | Land | Pos | Namn                                         |
| -- | ---- | --- | -------------------------------------------- |
| -  | USA  | MF  | Cole Bassett (i Feyenoord till 30 juni 2023) |